# Gaston et Gustave
Gaston et Gustave est un roman de Olivier Frébourg paru le 15 septembre 2011 au Mercure de France et ayant reçu le Prix Décembre la même année, ex aequo avec Le Dépaysement. Voyages en France de Jean-Christophe Bailly.

## Historique
Ce roman est récompensé le 3 novembre 2011 par le Prix Décembre, présidé cette année-là par Laure Adler, au troisième tour de scrutin ne pouvant pas départager les deux finalistes.

## Éditions
- Gaston et Gustave, Mercure de France, 2011  (ISBN 978-2715232273).